# 粵調
粵調是香港和珠江三角洲以廣州話表演的傳統曲艺統稱，包括南音、木魚、龍舟和粵謳四種歌體，四者的用韻形式、平仄、結構都有共同的地方，有時統稱為南音。

## 歷史
據蔡衍棻所指，南音、龍舟和木魚等粵調從唱詞結構、演唱特色、表現手法和吳語的彈詞、評彈是屬於同一曲系，南音是受南詞影響，流傳於文人雅士，加工提高以後的品種，而龍舟、木魚則為一般市民和婦孺喜愛的樂種。陳卓瑩則認為南音可能早於木魚出現「如果承認南音是由外省的南詞入後發展而成的活，則南詞不是像木魚唱腔的那樣自由板的，那南音又先於木魚。」區文鳳則說木魚直接衍生出龍舟、粵謳和南音等粵調類型，並無證據顯示南音曾受到外省南詞的影響。李健嫦參考了各家看法並綜合了對名伶阮兆輝的訪問以後，認為南音和南詞的風格沒有很多共通點，關聯不大，故此相信南音是從木魚等樂種直接衍生出來的。

## 類型

### 木魚歌
木魚歌又稱木魚則傳說是木雕龍舟的簡化。一說木魚是勸人信佛，念經修行的演唱形式。亦有一說指木魚脫胎於民歌的「摸魚歌」，揩音而轉變成「木魚」。木魚多為長篇故事，敘述性強，沒有伴奏，節奏較自由，近於唸唱，唱詞以七字句為主，演唱對象多是家庭婦女。木魚通常沒有固定曲詞、撰曲者姓名不詳。長篇的木魚需要數十至數百小時才能唱完，內容可以是歷史、虛構故事或神話或宗教儀式上的歌功頌德，也可以是把新聞加以發揮唱出。演唱者可以增刪情節，調動情節先後，結構、押韻、長短都沒有南音工整。

### 龍舟
民間藝人手持一個形如杖頭木偶的木雕龍舟。他們穿街過巷，沿門賣唱，演唱時敲著小鑼鼓，按著鑼鼓的節奏，木雕龍舟的頭、尾能擺動，吸引人注意，所以這種音樂叫做龍舟。龍舟沒有起板過門，近於吟誦，結構沒有南音嚴謹。

### 粵謳
粵謳大約在嘉慶年間已流行於珠江三角洲一帶，篇幅一般較短，最多只得十餘句。格律嚴謹，有一定的起板和過門。它會以琵琶伴奏，追腔過門皆附以音樂拍和。